# スターコーポレーション
株式会社スターコーポレーション（英称：STAR CORPORATION）は東京都千代田区丸の内に本社を置く韓国語・中国語に特化した人材派遣・人材紹介会社だった。

## 沿革
- 1996年11月 日韓の架け橋となる韓国語専門の人材派遣会社としてスタート。
- 1997年9月 人材派遣許可取得。
- 2001年6月 有料職業紹介の許可番号を取得し、紹介予定派遣・人材紹介もスタート。
- 2002年2月 中国語のできる人材の募集もスタート。韓国語・中国語専門の人材サービス企業となる。
- 2010年1月 「プライバシーマーク」使用の許諾事業者として認定。
- 2012年12月　エイジェックグループにグループイン
- 2017年4月　株式会社エイジェックに全ての業務を移管

## 特徴
- 韓国語と中国語に特化した人材サービスを提供しており、主な登録者としては韓国や中国への留学経験者や現地での就業経験者のほか、就業に問題のないビザを取得している韓国語・中国語ネイティブもいる。
- 主に語学を使用するデスクワークの業務を中心に扱っており、営業、貿易事務・総務・営業事務などの事務職、秘書、通訳・翻訳、接客販売などの実務経験者の登録が多い。